# ديتر شتراك
ديتر شتراك (بالألمانية: Dieter Strack)‏ هو لاعب كرة سلة ألماني سابق بدأ مسيرته الاحترافية في سنة 1968 ويحمل الرقم 12. يبلغ طوله 6 قدم 4 بوصة (1.9 م).
قضى تسع سنوات من حياته المهنية في فريق إل تي آي غيسن 46 حيث يلعب في الدوري الألماني لكرة السلة وهو أعلى دوري ألماني لكرة السلة.بشكل عام حصل جيسن على الكأس أربع مرات. فاز شتراك بكأس الدوري الألماني لكرة السلة مرتين. شارك في 161 مباراة احترافية مع فريق جييسن 46 في الدوري الألماني لكرة السلة وسجل 740 هدفاً، ويبلغ معدل تهديفه 4,60 هدفاً في المباراة الواحدة.